# Sambou Yatabaré
Sambou Yatabaré (Beauvais, 2 maart 1989) is een Malinees voetballer die bij voorkeur als centrale middenvelder speelt. Hij speelde van augustus 2017 tot juni 2020 bij Royal Antwerp FC. In 2008 debuteerde Yatabaré voor Mali.

## Clubcarrière
Yatabaré stroomde in 2008 door vanuit de jeugd van SM Caen naar het eerste elftal. Nadien speelde hij voor AS Monaco en SC Bastia, dat hem in augustus 2013 verkocht aan Olympiakos Piraeus. In januari 2014 werd de Malinees international uitgeleend aan zijn ex-club SC Bastia. Het seizoen erop speelde hij op uitleenbasis voor EA Guingamp. Op 31 augustus 2015 maakte Standard Luik bekend dat Yatabaré voor één seizoen gehuurd wordt. De Rouches hebben ook een aankoopoptie bedongen.

## Interlandcarrière
Yatabaré maakte in 2008 zijn interlanddebuut voor Mali. In 2015 nam hij met Mali deel aan de Afrika Cup 2015. Op dat toernooi was hij op 20 januari trefzeker in de groepswedstrijd tegen Kameroen.

## Statistieken
| Seizoen | Club               | Land        | Competitie         | Duels | Doelp. |
| ------- | ------------------ | ----------- | ------------------ | ----- | ------ |
| 2008/09 | SM Caen            | Frankrijk   | Ligue 1            | 11    | 3      |
| 2009/10 | SM Caen            | Frankrijk   | Ligue 2            | 21    | 0      |
| 2010/11 | SM Caen            | Frankrijk   | Ligue 1            | 25    | 2      |
| 2011/12 | AS Monaco          | Frankrijk   | Ligue 2            | 9     | 1      |
| 2012/13 | SC Bastia          | Frankrijk   | Ligue 1            | 28    | 1      |
| 2013/14 | SC Bastia          | Frankrijk   | Ligue 1            | 3     | 0      |
| 2013/14 | Olympiakos Piraeus | Griekenland | Super League       | 5     | 0      |
| 2013/14 | → SC Bastia        | Frankrijk   | Ligue 1            | 13    | 1      |
| 2014/15 | → EA Guingamp      | Frankrijk   | Ligue 1            | 19    | 1      |
| 2015/16 | → Standard Luik    | België      | Jupiler Pro League | 13    | 0      |
| 2015/16 | Werder Bremen      | Duitsland   | Bundesliga         | 8     | 1      |
| 2016/17 | Werder Bremen      | Duitsland   | Bundesliga         | 2     | 0      |
| 2017/18 | → Royal Antwerp FC | België      | Jupiler Pro League | 21    | 1      |
| 2018/19 | Royal Antwerp FC   | België      | Jupiler Pro League | 20    | 1      |
| 2019/20 | Royal Antwerp FC   | België      | Jupiler Pro League | 0     | 0      |
| Totaal  | Totaal             | Totaal      | Totaal             | 198   | 12     |